# Jestřabí (district de Zlín)
Pour les articles homonymes, voir Jestřabí.
Jestřabí (en allemand : Jastraby, de 1939 à 1945 : Habichtsau) est une commune du district et de la région de Zlín, en République tchèque. Sa population s'élevait à 273 habitants en 2020.

## Géographie
Jestřabí se trouve à 28 km au sud-est de Zlín, à 100 km à l'est-sud-est de Brno et à 278 km au sud-est de Prague.
La commune est limitée par Bohuslavice nad Vláří au nord, par Štítná nad Vláří-Popov à l'est et au sud, par Rokytnice à l'ouest et Slavičín au nord-ouest.

## Histoire
La première mention écrite du village date de 1503.

## Transports
Par la route, Brumov-Bylnicese trouve à 6 km de Valašské Klobouky, à 42 km de Zlín, à 123 km de Brno et à 329 km de Prague.